# Linha Verde do Metrotranvía de Mendoza
A Linha Verde: Mendoza ↔ Gutiérrez é a única linha em operação do Metrotranvía de Mendoza, inaugurada no dia 28 de fevereiro de 2012. Estende-se por cerca de 12,5 km. A cor distintiva da linha é o verde.
Possui um total de 15 paradas, das quais todas são superficiais. Das paradas, 4 são estações e 11 são paradores.
A linha, operada pela Empresa Provincial de Transporte de Mendoza (EPTM), possui um tráfego anual de cerca de 13 milhões de passageiros. Atende os seguintes distritos da província de Mendoza: General Gutiérrez, Godoy Cruz, Luzuriaga e Mendoza.

## Paradas
| Nome          | Inauguração             | Distrito          | Integração | Posição    | Latitude      | Longitude     |
| ------------- | ----------------------- | ----------------- | ---------- | ---------- | ------------- | ------------- |
| Mendoza       | 28 de fevereiro de 2012 | Mendoza           | -          | Superfície | 32° 53' 02" S | 68° 50' 54" O |
| Belgrano      | 28 de fevereiro de 2012 | Mendoza           | -          | Superfície | 32° 53' 25" S | 68° 51' 00" O |
| Pedro Molina  | 28 de fevereiro de 2012 | Mendoza           | -          | Superfície | 32° 53' 48" S | 68° 51' 06" O |
| 25 de Mayo    | 28 de fevereiro de 2012 | Mendoza           | -          | Superfície | 32° 54' 16" S | 68° 51' 10" O |
| Pellegrini    | 28 de fevereiro de 2012 | Mendoza           | -          | Superfície | 32° 54' 31" S | 68° 51' 06" O |
| San Martín    | 28 de fevereiro de 2012 | Mendoza           | -          | Superfície | 32° 54' 57" S | 68° 50' 47" O |
| Godoy Cruz    | 28 de fevereiro de 2012 | Godoy Cruz        | -          | Superfície | 32° 55' 17" S | 68° 50' 22" O |
| Progreso      | 28 de fevereiro de 2012 | Godoy Cruz        | -          | Superfície | 32° 55' 36" S | 68° 49' 59" O |
| Independencia | 28 de fevereiro de 2012 | Godoy Cruz        | -          | Superfície | 32° 55' 58" S | 68° 49' 32" O |
| 9 de Julio    | 28 de fevereiro de 2012 | Luzuriaga         | -          | Superfície | 32° 56' 30" S | 68° 48' 54" O |
| Luzuriaga     | 28 de fevereiro de 2012 | Luzuriaga         | -          | Superfície | 32° 56' 50" S | 68° 48' 29" O |
| Piedrabuena   | 28 de fevereiro de 2012 | General Gutiérrez | -          | Superfície | 32° 57' 09" S | 68° 48' 04" O |
| Alta Italia   | 28 de fevereiro de 2012 | General Gutiérrez | -          | Superfície | 32° 57' 17" S | 68° 47' 42" O |
| Maza          | 28 de fevereiro de 2012 | General Gutiérrez | -          | Superfície | 32° 57' 25" S | 68° 47' 22" O |
| Gutiérrez     | 28 de fevereiro de 2012 | General Gutiérrez | -          | Superfície | 32° 57' 34" S | 68° 46' 58" O |